# Ocean Viking
Die Ocean Viking ist ein Offshoreversorger unter norwegischer Flagge, der seit Sommer 2019 von SOS Méditerranée zur Seenotrettung im Mittelmeer eingesetzt wird.

## Geschichte
Das Schiff des Ulstein-Entwurfs UT 735 wurde auf der Werft Trosvik Verksted (Baunummer 141) im norwegischen Brevik gebaut und auf der Werft Ulstein Hatlø in Ulsteinvik (Baunummer 206) ausgerüstet.
Das Schiff wurde im Juni 1985 bestellt. Die Kiellegung fand im August 1985 statt, die Fertigstellung des Schiffes erfolgte im Dezember 1986. Das für Wilhelmsen Offshore Services in Tønsberg gebaute Schiff kam als Tender Fighter in Fahrt.
Das Schiff wurde mehrfach verkauft. Im Dezember 1991 wurde es in Viking Fighter und im Oktober 2005 in Ocean Viking umbenannt. Im September 2011 kam das Schiff zu seinem heutigen Betreiber, Høyland Offshore in Steinsland.

## Einsatz
Das Schiff diente zuerst zur Verlegung von schwimmenden Bohrinseln und der Versorgung von Offshore-Bauwerken. Im Notfall kann es als Rettungsplattform genutzt werden und 200 Personen aufnehmen.
Das Schiff kann auch für die Ölbekämpfung eingesetzt werden. Hierfür ist es mit Skimmern und Pumpen ausgerüstet. Die Tanks für die Aufnahme von der Wasseroberfläche aufgenommenen Öls fassen 1076 m³.
Für die Brandbekämpfung stehen oberhalb der Decksaufbauten drei Löschmonitore zur Verfügung. Ihre Kapazität beträgt 2400 m³/Std. Die Monitore können Löschmittel 150 m weit und 70 m hoch werfen.

## Einsatz als Rettungsschiff

### 2019

#### Juli und August
Mitte 2019 charterten Ärzte ohne Grenzen und SOS Mediterranee das Schiff zur Rettung von Flüchtlingen auf dem Mittelmeer. Für die Rettung von Bootsflüchtlingen ist ein aus 13 Personen bestehendes Team von SOS Mediterranee verantwortlich, während Ärzte ohne Grenzen das aus neun Personen bestehende medizinische Personal stellt. Die Schiffsbesatzung für den Betrieb des Schiffes besteht aus neun Seeleuten.
Ende Juli 2019 sollte das Schiff seinen Einsatz als Rettungsschiff im Mittelmeer aufnehmen. Es stach am 4. August 2019 von Marseille aus in See in Richtung Libyen. Am 8. August 2019 zog Malta die bereits erteilte Erlaubnis, das Schiff in maltesischen Gewässern betanken zu lassen, ohne Angabe von Gründen zurück. Am gleichen Tag wurde die Besatzung durch die Hilfsorganisation Alarm-Phone-Initiative von einem Notruf unterrichtet und rettete im Anschluss 80 Personen. Der rechtspopulistische italienische Innenminister Matteo Salvini kündigte umgehend an, das Schiff nicht in einem italienischen Hafen einlaufen zu lassen. Die Aktivisten nahmen in den folgenden Tagen weitere Gruppen Geflüchteter auf, bis sich am 13. August schließlich 356 Migranten an Bord befanden. Eine europäische Regierung, die das Anlanden erlaubte, hatte sich bis dahin nicht gefunden. Ein Angebot libyscher Behörden, die Personen in Tripolis auszuschiffen, lehnten die Aktivisten ab, da Libyen derzeit nicht als sicherer Ort betrachtet werden könne. Bis zum 23. August 2019 weigerten sich Italien und Malta das Rettungsschiff einlaufen zu lassen. Nachdem sich sechs EU-Länder, darunter Deutschland, zur Aufnahme der Geretteten bereit erklärt hatten, wurden diese von Marinebooten nach Malta gebracht.

#### September
Am 8. September 2019 meldeten die Aktivisten, sie hätten 50 Migranten vor der libyschen Küste aufgenommen. Weitere 34 Personen wurden von der Besatzung wegen schlechten Wetters von der Segelyacht Josefa abgeborgen. Zuvor hatte die Seerettungsgruppe Resqship die vierunddreißig mit der Josefa gerettet. Die 82 verbliebenen Personen wurden am 15. September auf Lampedusa angelandet.
Das Schiff lief sofort wieder aus und am 17. September wurden vor der Libyschen Küste 48 Migranten aus einem Holzboot abgeborgen, die zuvor Aktivisten der Alarm-Phone-Initiative informiert hatten. Das Aufklärungsflugzeug Moonbird  entdeckte im Anschluss ein weiteres Boot mit 61 Personen, die auf die Ocean Viking geholt wurden und am 18. September gaben die Betreiber des Schiffs die Rettung weiterer 73 Personen bekannt. Die Aufforderung aus Libyen, die Personen in Libyen an Land zu bringen, lehnten die Nichtregierungsorganisationen ab, da den Geretteten dort Misshandlungen drohen würden. Den 183 Personen wurde schließlich am 22. September erlaubt, im italienischen Messina an Land zu gehen.

#### Oktober
Am 12. Oktober rettete die Besatzung nach eigenen Angaben 74 Personen 50 Seemeilen vor der libyschen Küste. Wenig später nahmen die Aktivisten 102 weitere Personen auf. Die italienischen Behörden erlaubten den Aktivisten am 15. Oktober die Personen in Tarent anzulanden.
Zwei Tage nach dem Anlanden der Geretteten in Tarent war die Ocean Viking am 21. Oktober erneut vor der libyschen Küste unterwegs und nahm 104 Personen auf. Bei 40 von ihnen handelte es sich nach Angaben von SOS Méditerranée um Minderjährige. Die Aktivisten weigerten sich erneut die Personen nach Libyen zu bringen und forderten von der Leitstelle einen sicheren Hafen. Am 28. Oktober meldete das italienische Innenministerium, man habe eine Lösung gefunden: Das Schiff soll in Pozzallo einlaufen, 70 der Migranten werden nach Deutschland und Frankreich gebracht, die übrigen auf andere Europäische Staaten verteilt.

#### November
Am 16. November fand die Besatzung 30 Seemeilen vor der libyschen Küste ein teilweise gesunkenes Schlauchboot.
Zwischen 19. und 21. November nahm die Besatzung 215 Personen von insgesamt drei Booten auf. Zwei medizinische Notfälle wurden nach Malta evakuiert, die übrigen 213 wurden am 24. November in Italien angelandet. Die Migranten sollen nach Italien, Deutschland, Frankreich und Malta verteilt werden.
Am 28. November wurden erneut etwa 60 Personen von Bord eines Holzbootes vor Libyen auf die Ocean Viking geholt. Die Aktivisten gaben an, die Personen würden aus Bangladesch, Eritrea, Mali, Elfenbeinküste, dem Südsudan, Äthiopien und Guinea stammen. Am 4. Dezember wurde von Italien die Erlaubnis erteilt die Migranten in Sizilien an Land zu bringen.

#### Dezember
Am 20. Dezember bargen die Aktivisten nach eigenen Angaben 34 Seemeilen vor der libyschen Küste 112 Personen von einem beschädigten Schlauchboot ab. Wenig später wurden nach Angaben der Besatzung 50 weitere Personen von einem großen Holzboot im maltesischen Rettungsbereich aufgenommen. Die Migranten wurden schließlich am 23. Dezember in Tarent angelandet.

### 2020
Am 17. Januar wurden 39 Migranten aus Bangladesch, Marokko und Somalia an Bord genommen. Nach Angaben von SOS Méditerranée hatte man sie auf einem Holzboot 65 Kilometer vor der libyschen Küste entdeckt. Die Aktivisten waren von der Alarm-Phone-Initiative von einem Notruf der Migranten unterrichtet worden. Das italienische Innenministerium wies dem Schiff Pozzallo auf Sizilien als Hafen zum Anlanden der Migranten zu. 20 Personen, die für eine Umverteilung in Frage kamen, sollten auf Frankreich, Deutschland und Luxemburg verteilt werden.
In der Nacht vom 23. auf den 24. Januar wurde die Besatzung von der Alarm-Phone-Initiative über ein Schlauchboot informiert, das zuvor einen Notruf an die Initiative abgesetzt hatte. Von diesem Boot, etwa 30 Seemeilen vor der libyschen Küste, wurden nach Angaben der Helfer anschließend 92 Personen auf die Ocean Viking geholt. Erneut von der Alarm-Phone-Initiative über die Position eines weiteren Migrantenbootes in Kenntnis gesetzt, nahmen die Aktivisten am 26. Januar zusätzlich 59 Personen etwa 30 Seemeilen vor der libyschen Küste auf.
Am 18. Februar nahmen die Aktivisten 84 Personen auf, wenige Stunden später, bei einem zweiten Einsatz, 98 weitere. Die Personen stammten aus Nigeria, Ghana, dem Senegal, Guinea, Gambia, Mali, Togo und Guinea-Bissau. In beiden Fällen hatte die Alarm-Phone-Initiative die Ocean Viking informiert. Am 23. Februar legte die Ocean Viking in Pozzallo an. Insgesamt 276 Migranten aus drei Rettungseinsätzen am 18. und 19. Februar waren an Bord. Die Behörden nahmen alle Migranten wegen der COVID-19-Pandemie in Quarantäne, die Aktivisten selbst sollen an Bord isoliert bleiben. Nach Entlassung aus der Quarantäne teilten die Aktivisten am 19. März mit, dass man unter den Umständen zunächst nicht wieder zu Rettungseinsätzen auslaufen könne, das Schiff aber im Mittelmeer stationiert bleibe.
Wegen der Beschränkungen zur Hafenbenutzung, die Italien und Malta in der COVID-19-Pandemie verhängt hatten, überwarfen sich die Betreiber Ärzte ohne Grenzen und SOS Mediterranee Mitte April 2020. Die Seenotretter wollten auf Zusicherungen zum Anlanden von Migranten warten, bevor neue Einsätze gefahren werden, die Mediziner wollten die Einsätze dagegen unvermindert weiterführen und sprangen deshalb ab. Das Schiff verblieb zunächst in Marseille.
Am 22. Juni lief das Schiff, nun allein von SOS Mediterranee betrieben, wieder aus, um zwei Tage später vor der libyschen Küste in Bereitschaft zu stehen. Neben der Schiffsbesatzung und den Aktivisten war auch ein medizinisches Team mit Arzt, zwei Pflegekräften und einer Hebamme an Bord. Am 25. Juni wurden 118 Migranten aus zwei Booten übernommen. Insgesamt befanden sich mehr als 180 geborgene Personen an Bord, als die Aktivisten am 3. Juli den Notstand ausriefen, nachdem 6 der zuvor an Bord geholten Migranten innerhalb von 24 Stunden Selbstmordversuche unternommen hatten. Die Zuweisung eines sicheren Hafens war bis dahin von europäischen Behörden verweigert worden. Nach tagelangem Zögern erlaubte Italien den 180 Migranten den Wechsel auf das italienische Quarantäneschiff Moby Zaza.
Am 23. Juli wurde das Schiff durch die italienische Küstenwache im Hafen von Porto Empedocle auf Sizilien festgesetzt, da es nach der Rettung von 180 Geflüchteten die maximal zulässige Passagieranzahl überschritten hätte. SOS Méditerranée kritisierte die Maßnahme, da sie nur dazu diene, weitere Rettungseinsätze zu blockieren.

### 2021
Bis Ende Januar 2021 spendeten nach Aufrufen der Stadt München Bürger und die Stadt 234.992 Euro im Rahmen der Münchner Patenschaft für das Schiff. 100.000 Euro davon stammten aus der Stadtkasse.
Anfang Februar 2021 nahm die Ocean Viking 422 Migranten vor der libyschen Küste auf. Am 7. Februar erlaubten italienische Behörden das Einlaufen des Schiffes und das Anlanden der Migranten in Syrakus, wo sie auf ein Quarantäneschiff gebracht wurden. 8 von ihnen waren zuvor an Bord der Ocean Viking mit Schnelltests positiv auf COVID getestet worden. Nach Besatzungsangaben befanden sich auf dem Schiff Kleinkinder, schwangere Frauen und unbegleitete Minderjährige. Einige der aufgenommenen Migranten hätten sich in prekären gesundheitlichen Zuständen befunden.

### 2022
Am 28. März 2022 teilte SOS Méditerranée via Twitter mit, man habe die Erlaubnis bekommen, fast 160 im Mittelmeer gerettete Migranten nach Italien zu bringen. Die Ocean Viking steuere den Hafen Augusta auf Sizilien an. Am 11. November 2022 kam die Ocean Viking im südfranzösischen Hafen Toulon mit 234 Menschen an.

### 2023
Am 25. März wurde die Ocean Viking von Alarm Phone über einen Notruf in internationalen Gewässern informiert. Auf dem Weg zum Seenotfall bedrängte die libysche Küstenwache die Ocean Viking und es wurden Warnschüsse in die Luft abgegeben. Die Ocean Viking musste zum Selbstschutz abdrehen, während von dem Boot in Seenot Personen ins Wasser fielen. Videoaufnahmen aus einem Flugzeug von Sea Watch, das den Seenotfall beobachtete und dokumentierte, wurden auf Twitter veröffentlicht.
Am 2. Mai 2023 legte die Ocean Viking mit 168 Migranten in Civitavecchia bei Rom an.
Am 7. Juli 2023 nahm die Ocean Viking mit ihren schnellen Hilfsfahrzeugen vor der libyschen Küste zunächst 40 Personen von einem GFK-Boot auf. Nachdem ein Schnellboot der libyschen Küstenwache auftauchte, verhandelte der einzig Arabisch sprechende Aktivist über die Bergung von Personen aus einem weiteren Boot, das inzwischen wenige Seemeilen entfernt von einem NGO-Flugzeug entdeckt worden war. Angeblich stimmten die Libyer auch der Bergung dieser Migranten zu – begannen dann jedoch wenig später mit Störmanövern und Warnschüssen die Aktivisten zu behindern. Zwei Tage später wurden 57 Migranten in Civitavecchia angelandet, die italienischen Behörden setzten das Schiff zunächst fest. Bereits wenige Tage nach der Landung flohen 10 Sudanesen, Eritreer und Äthiopier, die zwischen 14 und 17 Jahren alt sein sollen, aus der ihnen von den italienischen Behörden zugewiesenen Unterkunft und tauchten unter.

## Technische Daten und Ausstattung
Das Schiff wird von zwei Bergen-Dieselmotoren des Typs KVMB-12 mit jeweils 2208 kW Leistung angetrieben. Die Motoren wirken über Untersetzungsgetriebe auf zwei Verstellpropeller. Zusätzlich ist das Schiff mit einer schwenkbaren Propellergondel mit 1000 PS Leistung sowie je einem Bug- und einem Heckstrahlruder mit jeweils 500 PS Leistung ausgerüstet.
Für die Stromversorgung stehen zwei von den Hauptmaschinen angetriebene Stamford-Generatoren mit jeweils 1530 kVA Scheinleistung sowie zwei aus Detroit-Diesel-Motoren mit jeweils 321 kW Leistung und Stamford-Generatoren mit 305 kVA Scheinleistung bestehende Generatorsätze. Weiterhin wurde ein Notgenerator verbaut, der von einem Detroit-Diesel-Motor mit 143 kW Leistung angetrieben wird.
Die Decksaufbauten befinden sich in der vorderen Hälfte des Schiffes direkt hinter einer für den Schiffstyp typischen, hohen Back. Hinter den Decksaufbauten befindet sich ein offenes, 500 m² großes Arbeitsdeck. Das Arbeitdeck kann mit 877 t belastet werden. Hinter den Decksaufbauten ist ein Kran installiert, der rund 10 t heben kann. Zusätzlich ist das Schiff mit einem weiteren Kran mit einer Kapazität von 1,5 t ausgerüstet. Für den Einsatz als Ankerziehschlepper und für andere Schlepptätigkeiten befinden sich mehrere Winden an Deck.
Das Schiff ist für eine zwölfköpfige Besatzung eingerichtet. An Bord stehen Kabinen für weitere 12 Personen zur Verfügung. Für die medizinische Versorgung wurde an Bord eine Krankenstation eingerichtet.